# Чемпионат Казахстана по футболу среди женщин 2022
Чемпионат Казахстана по футболу среди женщин 2022 года —  соревнование, в котором приняли участие шесть женских команд Казахстана. В этом сезоне БИИК-Казыгурт стал одиннадцатый раз чемпионом страны. Борьба за второе место развернулось между Томирис-Тураном и Окжетпесом, где последние смогли выиграть серебренные медали. При этом 13 октября решением КФФ клубу «Томирис-Туран» присуждает техническое поражение со счетом 3:0.

## Участники

### Стадионы
| Клуб          | Город         | Стадион         | Вместимость |
| ------------- | ------------- | --------------- | ----------- |
| БИИК-Шымкент  | Шымкент       | ФЦ БИИК         | 3,000       |
| Жас Сункар    | Астана        | Астана Арена    | 30,000      |
| Кызыл-Жар     | Петропавловск | Карасай         | 9,100       |
| Кайсар        | Кызылорда     | Гани Муратбаев  | 7,000       |
| Окжетпес      | Кокшетау      | Окжетпес        | 4,500       |
| СДЮСШОР №17   | Шымкент       | ФЦ БИИК         | 3,000       |
| Томирис-Туран | Туркестан     | Туркестан арена | 7,000       |

## Турнирная таблица
| М | Команда       | И  | В  | Н | П  | Мячи     | ±    | О  | Примечания                                                                               |
| - | ------------- | -- | -- | - | -- | -------- | ---- | -- | ---------------------------------------------------------------------------------------- |
| 1 | БИИК-Шымкент  | 20 | 17 | 3 | 0  | 131 − 5  | +126 | 54 | Клуб участвующий в квалификационном раунде Лиги чемпионов УЕФА (Путь чемпионов)          |
| 2 | Окжетпес      | 20 | 13 | 3 | 4  | 141 − 24 | +117 | 42 | Клуб участвующий в квалификационном раунде Лиги чемпионов УЕФА (Путь представителей лиг) |
| 3 | Томирис-Туран | 20 | 13 | 2 | 5  | 109 − 27 | +82  | 41 | техническое поражение в матче: Томирис-Туран – Кайсар                                    |
| 4 | Жас Сункар    | 20 | 7  | 1 | 12 | 27 − 119 | −92  | 22 |                                                                                          |
| 5 | СДЮСШОР №17   | 20 | 3  | 2 | 15 | 22 − 128 | −106 | 11 |                                                                                          |
| 6 | Кайсар        | 20 | 1  | 1 | 18 | 7 − 131  | −124 | 4  | техническая победа в матче: Томирис-Туран – Кайсар                                       |

И — игры, В — выигрыши, Н — ничьи, П — проигрыши, Мячи — забитые и пропущенные голы, ± — разница голов, О — очки

## Лучшие Игроки
Лучшая вратарь — Оксана Железняк («БИИК-Шымкент»)
Лучшая защитница — Анастасия Власова («Окжетпес»)
Лучшая полузащитница — Бибигуль Нурушева («Томирис-Туран»)
Лучшая игрок — Гульнара Габелия («БИИК-Казыгурт»)
Лучший бомбардир  — Мари Жизель Нга Манга – 42 гола («Окжетпес»)